# Farquharia elliptica
Farquharia elliptica är en oleanderväxtart som beskrevs av Otto Stapf. Farquharia elliptica ingår i släktet Farquharia och familjen oleanderväxter. Inga underarter finns listade i Catalogue of Life.